# FYI I Wanna F Your A
FYI I Wanna F Your A är en låt av det amerikanska komedibandet Ninja Sex Party. Låten släpptes som deras andra singel den 1 december 2011. Låten kom senare med på deras andra album Strawberries and Cream den 15 april 2013.